# John Ross
John Ross, 1834-től Sir John Ross (Balsarroch, 1777. június 24. – London, 1856. augusztus 30.) brit ellentengernagy, sarkkutató, sir James Clark Ross nagybátyja és 1812-től 1818-ig kapitánya.

## Élete
Az Inch-ben Andrew Ross tiszteletes és Elizabeth Corsane negyedik fiaként látta meg a napvilágot. Kétszer nősült. Először Christina Adairt vette el 1816-ban, és tőle született egyetlen fia. Felesége 1822-ben meghalt, és Ross csak 1834. október 21-én nősült újra. Második felesége Mary Jones volt.

## Haditengerész pályafutása
Első osztályú önkéntesként 1786. november 11-én lépett a Királyi Haditengerészet kötelékébe, és 1789 decemberéig a Földközi-tengeren szolgált Pearl parancsnoksága alatt, majd gyakornokként a Portsmouth-ban állomásozó Impregnable nevű kereskedőhajón helyezkedett el. A következő nyolc évben hivatalosan ő vezette a hajónaplót, de kapitányának tanácsára jelentős tengeri kereskedelmi gyakorlatot is szerzett. 1799-ben tért vissza a haditengerészethez, és több hajón is kadétoskodott az Északi-, illetve a Földközi-tengeren. 1803-ban, a napóleoni háborúk kitörése után a Grampusra, sir James Saumarez tengernagy zászlóshajójára vezényelték át. 1805. március 13-án léptették elő hadnaggyá, miután Bilbao partjai előtt súlyosan megsebesült egy ütközetben.
Mivel még kereskedelmi tengerészként megtanult svédül, Saumarez admirális őt választotta összekötő tisztjének és tolmácsának, amikor az angol és a svéd flotta közös akcióra indult egy orosz hajóraj ellen. Szolgálataiért 1809 augusztusában megkapta a Svéd Királyság lovagrendjét a kardokkal. 1812. február 1-én kapitánnyá léptették elő, és márciusban ő lett a Balti-tengeren hajózó Briseis parancsnoka. Több akcióban is kitüntette magát, különösen a francia hajók ellen. 1814 júniusában lett a Fehér-tengeren, a Balti-tengeren és a La Mancheon, de főleg Írország körül hajózó Actaeon, majd 1815 augusztusában a Skócia nyugati partjainál cirkáló Driver parancsnoka.
1816-ban, amikor a napóleoni háborúk véget értek, Ross 39 éves volt — az utóbbi harminc évet a tengeren töltötte, és ezalatt legalább tizenháromszor megsebesült. Az életerős, ambiciózus, tehetséges tiszt anyagi helyzete több mint kielégítő volt, és ifjú felesége boldogan rendezte be „North West Castle”- nek nevezett közös otthonukat Stranraer-be, nem messze Ross szülőfalujától, a Loch Ryan partján. 1817. december 11-én azonban az Admiralitás merőben új jellegű feladatra kérte fel.

## Az Északnyugati átjáró keresése
John Barrow, az Admiralitás másodtitkára nagy szorgalommal gyűjtötte az Északnyugati átjáró létére vagy nem létére utaló információkat. Amikor az Atlanti-óceán északi részén hajózó bálnavadászok arról számoltak be, hogy Grönlandtól keletre a 40. szélességi foktól délre is szép számmal találtak jéghegyeket, Barrow úgy okoskodott, hogy ez az északi jégpajzs nagyobb olvadásának jele lehet. Javaslatára, amit sir Joseph Banks, a Royal Society elnöke is támogatott, a parlament úgy döntött, hogy két expedíciót indít a Bering-szoros elérésére: egyet az Északi-sarkon és egy másikat a Davis-szoroson át. Ez utóbbi expedíció vezetését John Rossra bízták.
Ross két hajót választott ki az útra: zászlóshajója a 385 tonnás Isabella lett, a valamivel kisebb Alexander parancsnokságát pedig William Edward Parry hadnagyra bízták. Beosztott tisztként velük hajózott Ross unokaöccse, James Clark Ross kadét és Henry Parkyns Hoppner hadnagy. Az Isabella fedélzetén a Royal Society javaslatára magukkal vitték Edward Sabine tüzérszázadost, hogy tudományos megfigyeléseket végezzen.
1818 áprilisában hajóztak le a Temzén. Rövid időre megálltak a Shetland-szigeteknél, ahol találkoztak a másik expedícióval, amely David Buchan vezetésével Grönland partjai mentén kívánt északnak hatolni. Ezután útjuk első eredményeként megcáfolták a Buss elsüllyedt földjéről szóló híreszteléseket, amikor a térképeken 1578 óta szereplő sziget állítólagos helyén 180 öl (1 öl = 182,9 cm) mélységben sem fogtak feneket. Május végén haladtak át a Davis-szoroson, amiben jéghegyeket láttak, majd tovább észak felé haladva több, a jégtorlaszokat üggyel-bajjal kerülgető bálnavadász hajóval találkoztak. A Disko-sziget és Grönland között húzódó Waygatt-szorosban 45 bálnavadász hajót ejtett foglyul a jég. Néhány napra Rossék is befagytak, de sikerült kiszabadulniuk. Az utolsó bálnavadászt augusztus elején, a Melville-öbölben látták, és ezután olyan vizekre értek, amelyeken nem hajózott európai William Baffin 1616-os útja óta. A zajló jég között északnak haladva Ross megerősítette Baffin számos megfigyelését. Maga is sok új földrajzi nevet alkotott, így például a Smith-szoros bejáratát kétoldalt őrző sziklákat hajóiról nevezte el Isabellának, illetve Alexandernek. Tévesen úgy vélte, hogy a szoros vakon végződik — valójában átvezet a Kane-medencébe, és onnan egy csatornán ki lehet hajózni az Északi Jeges-tengerre.
Ő szállt partra először a Devon-szigeten (a szigetet kétszáz évvel korábban, 1616-ban William Baffin már megpillantotta).
Dél felé fordulva behatolt a Jones-szorosba, és amikor hegyeket pillantott meg maga előtt, korábbi tévedését megismételve ezt is öbölnek vélte. Augusztus 30-án este érkezett meg a Baffin által elnevezett Lancaster-szoros bejáratához, és másnap, a korai órákban be is hajózott a szorosba — elöl az Isabella, mögötte az Alexander. Hajnali háromkor Ross egy hegyláncot vélt fölfedezni maga előtt a láthatáron, és délután háromkor már bizonyosra vette, hogy tényleg hegyeket lát. Ezeket John Wilson Crokerről, az Admiralitás első titkáráról Croker-hegységnek nevezte el, és ekkor alárendeltjeinek ellenkezésére fittyet hányva innen is visszafordult. Ez döntés sokszor kísértette Rosst élete hátralevő részében — a Croker-hegység ugyanis csak káprázat volt, de ők hazafelé vették útjukat. A Davis-szoros nyugati partja mentén délnek hajózva október 1-én érték el a Cumberland-szoros bejáratát. Ez minden addig látottnál perspektivikusabbnak tűnt, de Ross félt, hogy kifutnak a hajózó idényből, és ezért nem kutatta át. November 14-én ért Grimsby-be, és két nappal később már Londonban volt jelentésével.

## Az expedíció utóélete
1819 elején jelent meg úti beszámolója, amit John Barrow, Sabine és  Parry is megsemmisítő kritikával kommentált — főleg a „Croker-hegység” vízióját. Ross igyekezett megvédeni álláspontját, és a vita meglehetősen elhúzódott. Mivel pedig Barrow megakadályozta, hogy újra hajót kapjon, visszahúzódott vidéki birtokára, és hatalmas levelezésbe bonyolódott a legkülönfélébb témákról.
Végeredményben az Admiralitás úgy értékelte, hogy Ross bár jó tengerész, kutató expedíció vezetésére teljesen alkalmatlan, és többé nem bíztak rá ilyen feladatot.

## Második expedíciója
Legtöbb kortársát messze megelőzve ismerte fel, hogy a haditengerészetben a vitorlásokat fel fogják váltani a gőzhajók. Emellett javasolta az Admiralitásnak, hogy egy gőzhajót indítsanak sarkvidéki felfedező útra. Barrow ekkor még hivatalában volt, és a javaslatot érdemi bírálat nélkül elutasította. Ross ezután gazdag barátjához, Felix Boothhoz, a Booth’s gin gyártójához fordult támogatásért. Booth először maga is elutasította a javaslatot — főleg mert az Északnyugati átjáró kimutatásáért kiírt díjat csak vitorlások nyerhették el. A parlament azonban még az évben módosította a vonatkozó törvényt (Board of Longitude), és Booth ezután már vállalta az expedíció finanszírozását.
A feladatra egy kis liverpooli gőzöst választottak ki, a Victory-t. A hajót teljesen átalakították; vízkiszorítását 85-ről 150 brt-ra növelték, és közben számos korszerű navigációs és tudományos műszerrel, berendezéssel, több mint ezer napra elegendő élelemmel szerelték fel. Az expedíció népszerűsítésén egy egész sor önkéntes dolgozott. Többen közülük — mint George Back és Henry Parkyns Hoppner maguk is sarkvidéki utak veteránjai voltak.
Ross helyettesének unokaöccsét, James Clark Rosst választotta. 1829. május 23-án hagyták el Londont. Kisebb géphibák miatt egy rövid időre meg kellett állniuk Skóciában, majd átszelték az Atlanti-óceánt és Grönland Nyugati partjait követve hajóztak végig a Davis-szoroson. Áthaladtak a Baffin-öblön, és augusztus 6-án jutottak ki a Lancaster-szorosba. A Regent-átjáróban dél felé fordultak, és útközben megálltak, a Somerset-szigetnél a Fury-parton, hogy újabb adatokat gyűjtsenek a William Edward Parry Fury hajójának katasztrófájáról. Tovább hajóztak dél felé a csatornában, és további 250 mérföldet tettek meg, mielőtt a téli időszakra a jégbe fagytak volna a Thom-öböltől nem messze. Áttelelésük helyét Felix Harbournak nevezték el.
A Boothia-félszigethez közel veszteglő hajót azonban tavasszal nem tudták kiszabadítani a jég fogságából, sőt, később sem. Ezért a következő négy évet a srkvidéken töltötték, és ezzel egyfajta túlélési rekordot állítottak fel. Bár továbbhajózni nem tudtak, de nem tétlenkedtek: Ross 1829–1833 között unokaöccsével átkutatta a Boothia-félsziget és a grönlandi York-fok közötti területet, és számos egyéb értékes megfigyelése mellett részletesen leírta az ott élő eszkimók életmódját. 1831-ben meghatározták az északi mágneses sark helyét — ezt 1831. június 1-én érte el a félsziget nyugati partvidékén James Clark Ross. 1929-ben John Ross nem találta meg a később Joseph-René Bellot-ról elnevezett Bellot-szorost, és arra a következtetésre jutott, hogy a Boothia-félszigeten át nem vezet vízi út.

## A 2. expedíció utóélete
Nagy-Britanniában hősökként ünnepelték őket. Rosst és unokaöccsét fogadta egyebek közt IV. Vilmos király is, aki Rosst 1834-ben a Bath-rend lovagjává ütötte. A meleg fogadtatás dacára ezúttal is súlyos nézetkülönbségek robbantak ki az expedíció tagjai között; ezúttal Ross és unokaöccse is komolyan összekülönbözött. 1839 márciusában Rosst Nagy-Britannia stockholmi konzuljává nevezték ki; 1846-ig maradt ebben a hivatalában.

## A Franklin-expedíció nyomában
Hazatérve az elsők közt indítványozta, hogy indítsanak hajókat Sir John Franklin 1845-ben eltűnt expedíciójának felkutatására. 1847-ben felkínálta ilyetén szolgálatait az Admiralitásnak, ott azonban úgy vélté, túl korai lenne még ilyen kutatóutat szervezni. Csak 1848-ban küldtek hajót az eltűntek keresésére, ekkor azonban úgy vélték, hogy Ross túl öreg már efféle feladatra, és az expedíció vezetését unokaöccsére bízták. John Ross a Hudson-öböl Társaság és különböző magánszemélyek támogatásával két évvel később, 72 évesen indult Franklinék keresésére a 91 brt-s Felix szkúneren. A hiányosan felszerelt expedíció 1850–1851 telén mindvégig a környéken kutató más hajók (Horatio Thomas Austin és William Penny kapitányok expedícióinak) támogatására szorult, és nem ért el értékelhető, önálló eredményt. Ross 1851 szeptemberében tudomásul vette a kudarcot, és hazahajózott.

## Utolsó évei
Az Admiralitás nyugdíjlistájára ellentengernagy rangban vették fel. Utolsó éveit Stranraer és London között ingázva töltötte. Különféle betegségek gyötörték, és gyaníthatóan mind jobban elhatalmasodott rajta az aggkori szenilitás. Egyik londoni látogatásán halt meg; a Kensal Green temetőben helyezték nyugalomra.

## Fontosabb művei
- A voyage of discovery, made under the orders of the Admiralty, in his majesty’s ships “Isabella” and “Alexander,” for the purpose of exploring Baffin’s Bay, and enquiring into the probability of a north-west passage (London, 1819)
- A description of the deep sea clamms, hydraphorous, and marine artificial horizon, invented by Captain J. Ross, R.N. (London, 1819)
- An explanation of Captain Sabine’s remarks (1819?)
- A treatise on naval discipline; with an explanation of the important advantages which naval and military discipline might derive from the science of phrenology... (n.p., 1825)
- A letter to John Barrow, Esq., F.R.S., on the late extraordinary and unexpected hyperborean discoveries (London, 1826 — „Alman” álnéven)
- A treatise on navigation by steam; comprising a history of the steam engine, and an essay towards a system of the naval tactics peculiar to steam navigation... (London, 1828)
- Narrative of the second voyage of Captain Ross to the Arctic regions in... 1829–33; compiled principally from the evidence of Captain Ross... before the committee of the House of Commons (London, 1834).
- Narrative of a second voyage in search of a north-west passage, and of a residence in the Arctic regions during the years 1829, 1830, 1831, 1832, 1833... (London, 1834)
- Explanation and answer to Mr. John Braithwaite’s “Supplement to Captain Sir John Ross’s narrative of a second voyage in the ‘Victory,’ in search of a north-west passage” (London, 1835)
- Memoirs and correspondence of Admiral Lord De Saumarez; from original papers in possession of the family (2v., London, 1838)
- On communication to India, in large steam-ships, by the Cape of Good-Hope; printed by order of the India steam-ship company, and addressed to the British public (London, 1838)
- Observations on a work, entitled, “Voyages of discovery and research within the Arctic regions,” by Sir John Barrow..., being a refutation of the numerous misrepresentations contained in that volume (Edinburgh és London, 1846)
- A short treatise on the duration of the mariner’s compass, with rules for its corrections, and diagrams (London, 1849)
- On intemperance in the Royal Navy (London, 1852).